# Shadow Skill
Shadow Skill (影技 Shadō Sukiru?, como Habilidad de sombras en español) es una serie de manga con una adaptación llevada al anime, que fue producida por Studio Deen y lanzada en Japón en 1998. Fue licenciada en Estados Unidos por ADV Films en 2006. La serie está basada en el manga de Megumu Okada. Shadow Skill es una serie shōnen en la que destacan diversos estilos de combate, tal como las artes marciales. Cuenta con una serie televisiva de 26 episodios y tres OVAs que fueron licenciadas en Estados Unidos por Manga Entertainment. La serie de televisión, que tiene una trama diferente al de las OVAS, es distribuida en Estados Unidos por ADV Films.

## Argumento
Tiene como lugar al reino del guerrero Kurda, donde el personaje principal Elle se convierte recientemente en la 59 Sevaar, un título otorgado a sus guerreras de élite. A menudo se deja un rastro de destrucción, cuando se enfrenta y junto con el hábito de beber. Elle es seguida constantemente por deudas y a lo largo de la serie adquiere puestos de trabajo para trabajar fuera de estas deudas. Uno de estos puestos de trabajo la lleva a la Verde Inn pulpo en una isla fuera de la ciudad, que finalmente se convierte en base de operaciones de los protagonistas.
A lo largo de la serie, Elle viaja junto con su hermano menor adoptado Gau Ban, que está estudiando habilidades de combate de Elle para que un día podría convertirse en el mayor Sevaar en Kurda. También en la vida Elle y de Gau es Faurink Maya (Faury), un talismán hechicera Sui Rame, y Kyuo Lyu, una bestia Septia-catcher y sobrina nieta de Eva paseo, el rey de Kurda.
Guerreros en Kurda luchan utilizando el Kurda de estilo Kōsappō (交殺法, lit. "la combinación de métodos de matar", ADV "técnicas de aniquilación"), que tiene dos divisiones generales: Hyōgi (表技, "habilidades abiertas" o "habilidades brillantes"), que hacen hincapié en golpes y tiros, y Eigi (影技, "habilidades sombra"), que se centran en las patadas y juego de piernas del usuario.

## Personajes
Elle Ragu
Voz por: Megumi Hayashibara
Elle Ragu es la 59ª Sevaar de Kuruda. Aunque ella no es la única mujer Sevaar, es la mujer que más pronto se ha convertido en Sevaar, a la edad de 14 años, 3 años antes del inicio de la serie. Su apodo Shadow Skill también es el nombre de su estilo de artes marciales.
Gau Ban
Voz por: Akio Matsuoka
Gau Ban, también conocido como Black Howling es un Vaar de Kuruda y el hermano adoptado de Elle Ragu.
Kyuo Ryu
Voz por: Ikue Ohtani
Kyuo es un miembro de la brigada de caza de bestias demoníacas, Phantom. Las capturan para utilizarlas en la competición de artes marciales de Kuruda. Su abuelo, Jin Stroll, era el líder de Phantom y era considerado uno de los Septias más poderosos de la historia. Cuando Phantom decidió ir a por la bestia legendiaria, el rey de la Luna, no tenían ni idea de contra qué iban a enfrentarse. El rey de la Luna, cuya fuerza y regeneración era imparable bajo la luz de la luna, destruyó todo el pueblo. La brigada Phantom intentó parar a la bestia, pero todos fueron eliminados en una sola noche. Por la mañana, Kyuo encontró los cadáveres de sus compañeros y los enterró.